# José Arias Uría
José Arias Uría  (Ferrol, 1799-La Coruña, 3 de enero de 1873) fue un político español.

## Biografía
Hijo de Ángel Arias de Cal y de Francisca Uría, poco después de nacer su familia se traslada a Betanzos. Se licencia en leyes por la Universidad de Santiago de Compostela en 1825 donde había militado en organizaciones liberales. poco después contrae matrimonio con Josefa Sande. Desempeña después de concluir sus estudios la abogacía en Betanzos. Diputado a Cortes en 1839 por el  Partido Progresista, preside la Junta Revolucionaria de Betanzos tras el pronunciamiento de Espartero de 1840. De nuevo diputado al año siguiente, denuncia en 1842 actos de corrupción en el Gobierno del Regente. En 1844 es diputado provincial de la Coruña y debe exiliarse un tiempo en Portugal durante la década moderada. Al poco tiempo de su regreso del exilio tras la toma del poder de los progresistas, ingresa en la carrera judicial y es nombrado fiscal en la Audiencia de Mallorca en 1854. El 15 de enero de 1856 es nombrado  ministro de Gracia y Justicia cesando el 14 de julio de ese mismo año. Sus grandes acciones en el ministerio giraron en torno a la resolución del problema de la Ley orgánica del poder Judicial en redacción en ese momento y los problemas en torno a la relación con la Iglesia católica.